# Saint-Saulve
Cet article possède un paronyme, voir Saint-Saulge.
Saint-Saulve est une commune française située dans le département du Nord, en région Hauts-de-France.

## Géographie
Saint-Saulve est une commune de plus de 11 000 habitants en bordure nord-est de la ville de Valenciennes, sur la rive droite de l'Escaut et à quelques kilomètres de la frontière franco-belge. Elle appartient à l'aire urbaine de Valenciennes.

### Communes limitrophes
| Bruay-sur-l'Escaut |              | Onnaing |
| Valenciennes       | Saint-Saulve |         |
| Marly              |              | Estreux |

### Transports

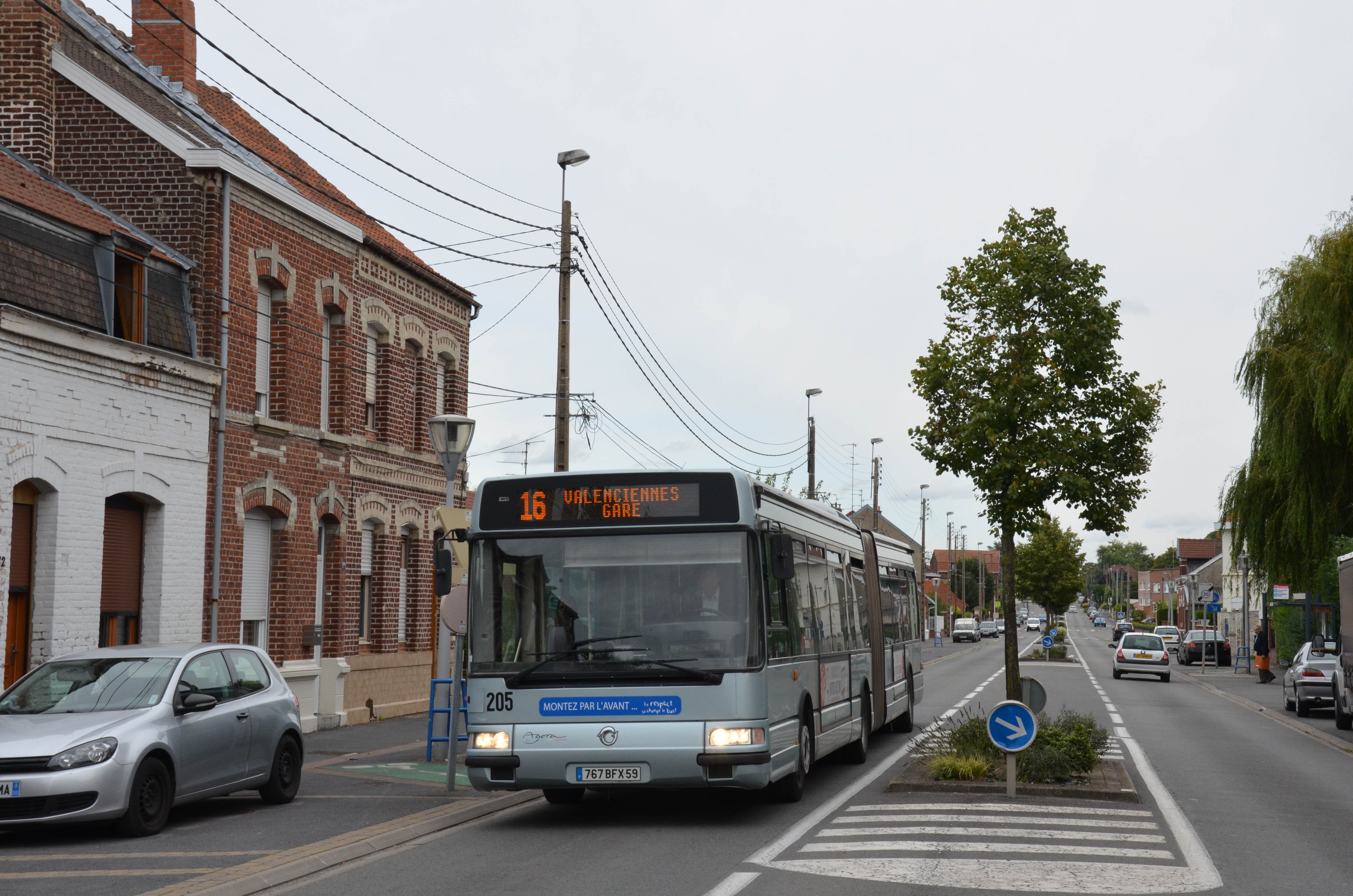
La ligne 6, près de l'arrêt Saint-Saulve Douane.

La commune est desservie par les lignes L2 et 5 du réseau Transvilles. Une ligne de transport collectif en site propre (couloir de bus) était prévue pour 2014, en 2023 ce projet n'a toujours pas abouti. Saint-Saulve est à environ 5 minutes de Valenciennes, 45 minutes de Lille, 2 heures de Paris, 1 h 30 min de Londres via Eurostar à Lille Europe International et 1 heure de Bruxelles.
Le contournement Nord offre une nouvelle liaison Est-Ouest en permettant une liaison rapide entre Saint-Saulve et Raismes.
Saint-Saulve bénéficie de l'autoroute A2 Paris - Bruxelles - Maubeuge - Douai (par l'A21) et de l'autoroute A23 Valenciennes - Orchies - Lille.

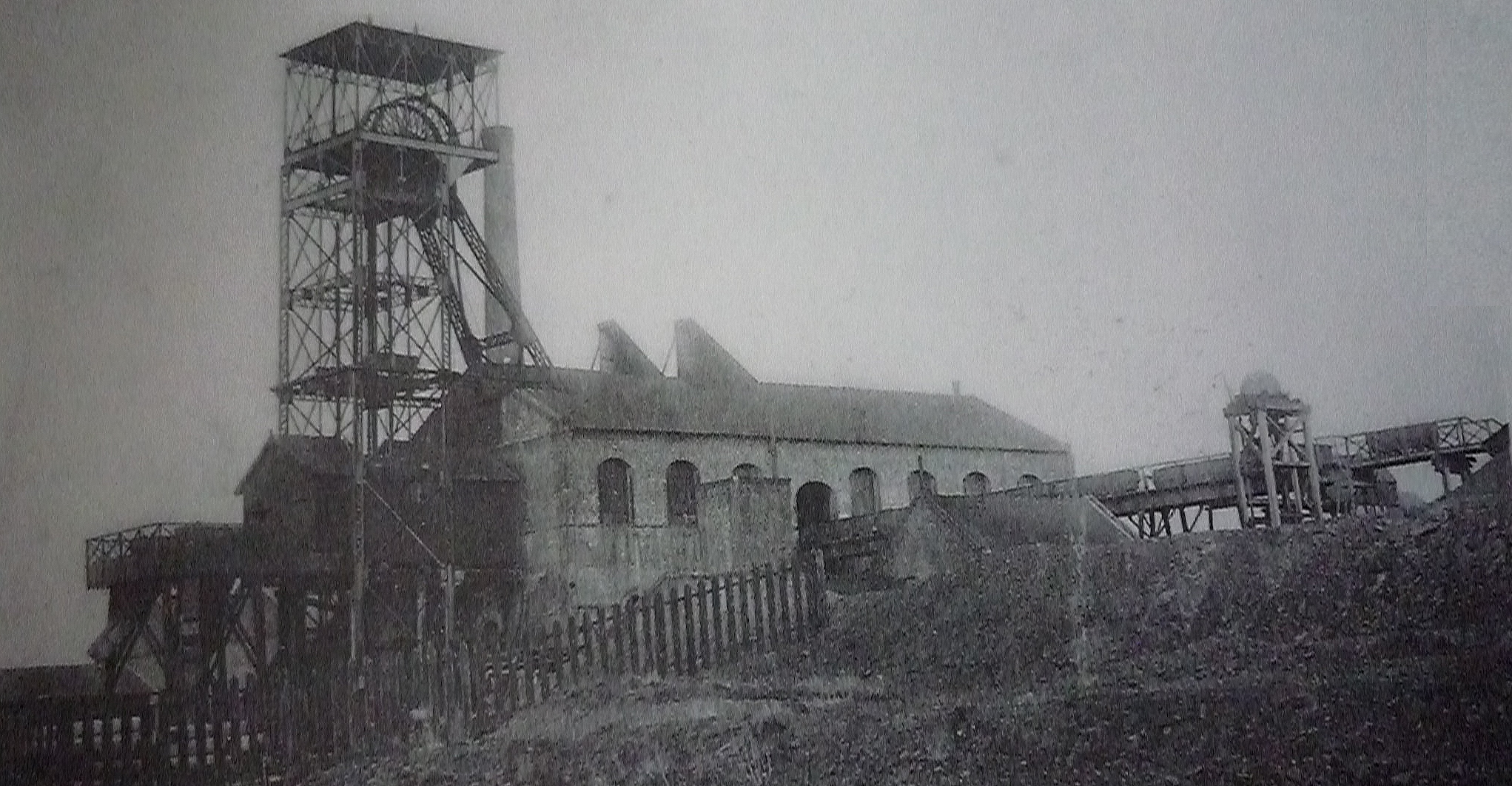
La Fosse de Saint-Saulve de la Compagnie des mines de Marly (carte postale ancienne).

### Hydrographie

#### Réseau hydrographique
La commune est située dans le bassin Artois-Picardie. Elle est drainée par la dérivation du canal de saint saulve et la Vieil Escaut de Valenciennes,,.

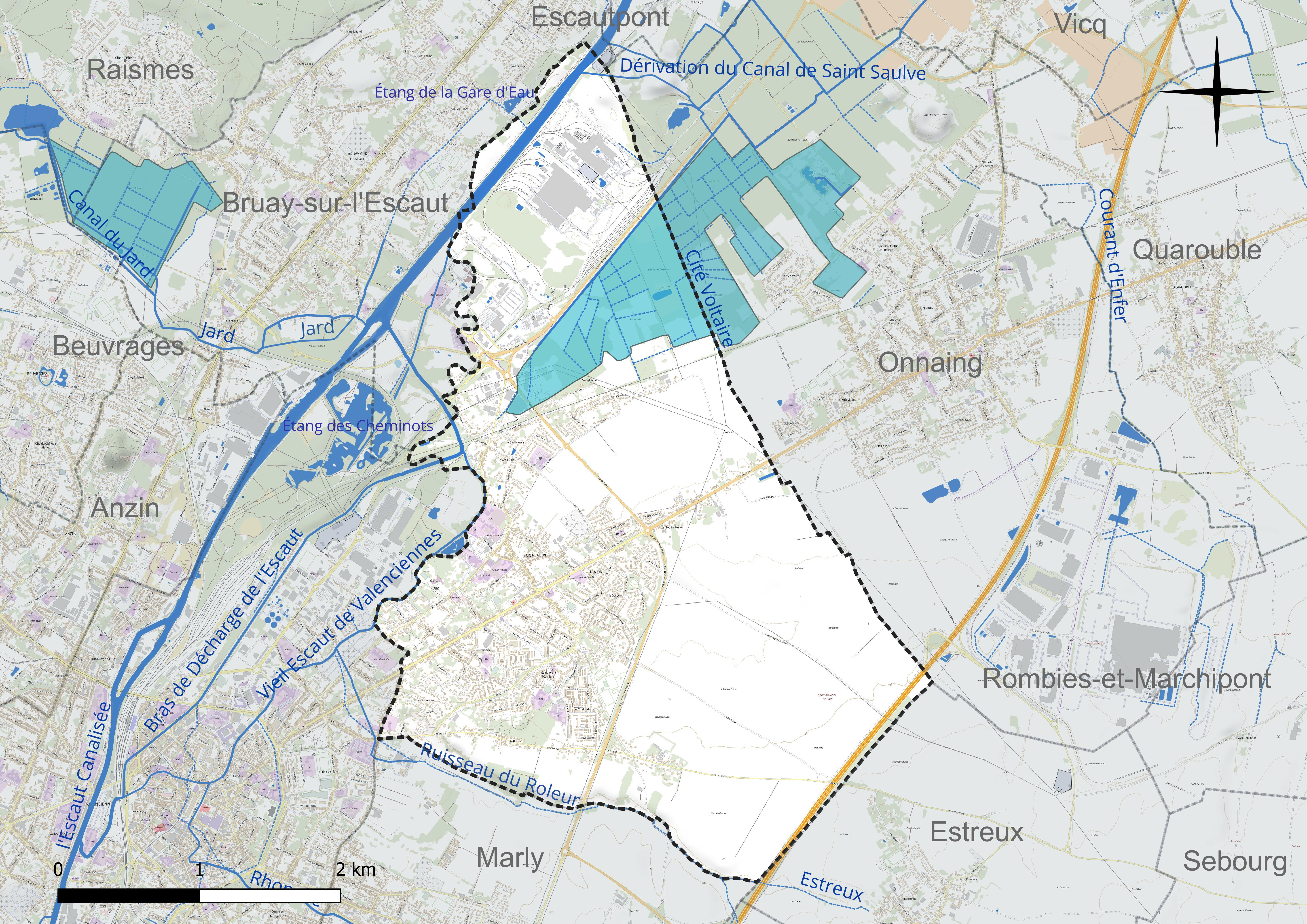
Réseau hydrographique de Saint-Saulve.

#### Gestion et qualité des eaux
Le territoire communal est couvert par le schéma d'aménagement et de gestion des eaux (SAGE) « Escaut ». Ce document de planification concerne un territoire de 2 005 km2 de superficie, délimité par le bassin versant de l'Escaut. Le périmètre a été arrêté le 9 juin 2006 et le SAGE proprement dit a été approuvé le 13 juillet 2021. La structure porteuse de l'élaboration et de la mise en œuvre est le syndicat mixte Escaut et Affluents (SyMEA). 
La qualité des cours d'eau peut être consultée sur un site dédié géré par les agences de l'eau et l'Agence française pour la biodiversité. 

### Climat
Pour des articles plus généraux, voir Climat des Hauts-de-France et Climat du Nord.
En 2010, le climat de la commune est de type climat océanique dégradé des plaines du Centre et du Nord, selon une étude du CNRS s'appuyant sur une série de données couvrant la période 1971-2000. En 2020, Météo-France publie une typologie des climats de la France métropolitaine dans laquelle la commune est exposée à un climat océanique altéré et est dans la région climatique  Nord-est du bassin Parisien, caractérisée par un ensoleillement médiocre, une pluviométrie moyenne régulièrement répartie au cours de l'année et un hiver froid (3 °C). 
Pour la période 1971-2000, la température annuelle moyenne est de 10,5 °C, avec une amplitude thermique annuelle de 14,8 °C. Le cumul annuel moyen de précipitations est de 737 mm, avec 12,1 jours de précipitations en janvier et 9,3 jours en juillet. Pour la période 1991-2020, la température moyenne annuelle observée sur la station météorologique la plus proche, située sur la commune de Valenciennes à 3 km à vol d'oiseau, est de 11,0 °C et le cumul annuel moyen de précipitations est de 694,1 mm,. Pour l'avenir, les paramètres climatiques de la commune estimés pour 2050 selon différents scénarios d'émission de gaz à effet de serre sont consultables sur un site dédié publié par Météo-France en novembre 2022.
| Mois                                  | jan.           | fév.           | mars           | avril         | mai           | juin         | jui.          | août          | sep.          | oct.          | nov.             | déc.           | année      |
| ------------------------------------- | -------------- | -------------- | -------------- | ------------- | ------------- | ------------ | ------------- | ------------- | ------------- | ------------- | ---------------- | -------------- | ---------- |
| Température minimale moyenne (°C)     | 1,3            | 1,4            | 3,3            | 5             | 8,4           | 11,4         | 13,5          | 13,2          | 10,7          | 8             | 4,4              | 2              | 6,9        |
| Température moyenne (°C)              | 3,9            | 4,5            | 7,4            | 10,1          | 13,6          | 16,6         | 18,7          | 18,6          | 15,5          | 11,7          | 7,3              | 4,5            | 11         |
| Température maximale moyenne (°C)     | 6,4            | 7,6            | 11,4           | 15,1          | 18,8          | 21,9         | 24            | 24            | 20,4          | 15,5          | 10,2             | 6,9            | 15,2       |
| Record de froid (°C) date du record   | −14,9 07.01.09 | −13,3 04.02.12 | −11,9 13.03.13 | −4,9 11.04.03 | −1,1 06.05.19 | 1,1 02.06.06 | 5 31.07.15    | 5,6 20.08.14  | −0,4 30.09.18 | −6,2 24.10.03 | −10,1 23.11.1998 | −11,6 18.12.10 | −14,9 2009 |
| Record de chaleur (°C) date du record | 15,3 09.01.15  | 19,2 26.02.19  | 23,9 31.03.21  | 28 20.04.18   | 31,2 29.05.17 | 35 28.06.11  | 40,9 25.07.19 | 37,2 12.08.03 | 34,8 15.09.20 | 28,6 01.10.11 | 21,8 12.11.1995  | 16,2 31.12.22  | 40,9 2019  |
| Précipitations (mm)                   | 54,3           | 47,3           | 50,8           | 41,8          | 57,9          | 63,1         | 66,4          | 67,6          | 52,1          | 60,1          | 63,9             | 68,8           | 694,1      |

## Urbanisme

### Typologie
Au 1er janvier 2024, Saint-Saulve est catégorisée grand centre urbain, selon la nouvelle grille communale de densité à sept niveaux définie par l'Insee en 2022.
Elle appartient à l'unité urbaine de Valenciennes (partie française), une agglomération internationale regroupant 56  communes, dont elle est une commune de la banlieue,,. Par ailleurs la commune fait partie de l'aire d'attraction de Valenciennes (partie française), dont elle est une commune du pôle principal,. Cette aire, qui regroupe 102 communes, est catégorisée dans les aires de 200 000 à moins de 700 000 habitants,.

### Occupation des sols
L'occupation des sols de la commune, telle qu'elle ressort de la base de données européenne d'occupation biophysique des sols Corine Land Cover (CLC), est marquée par l'importance des territoires agricoles (53,7 % en 2018), en diminution par rapport à 1990 (56,1 %). La répartition détaillée en 2018 est la suivante : 
terres arables (40 %), zones urbanisées (28,9 %), zones industrielles ou commerciales et réseaux de communication (15,8 %), zones agricoles hétérogènes (7,6 %), prairies (6,1 %), milieux à végétation arbustive et/ou herbacée (1,3 %), mines, décharges et chantiers (0,3 %). L'évolution de l'occupation des sols de la commune et de ses infrastructures peut être observée sur les différentes représentations cartographiques du territoire : la carte de Cassini (XVIIIe siècle), la carte d'état-major (1820-1866) et les cartes ou photos aériennes de l'IGN pour la période actuelle (1950 à aujourd'hui).

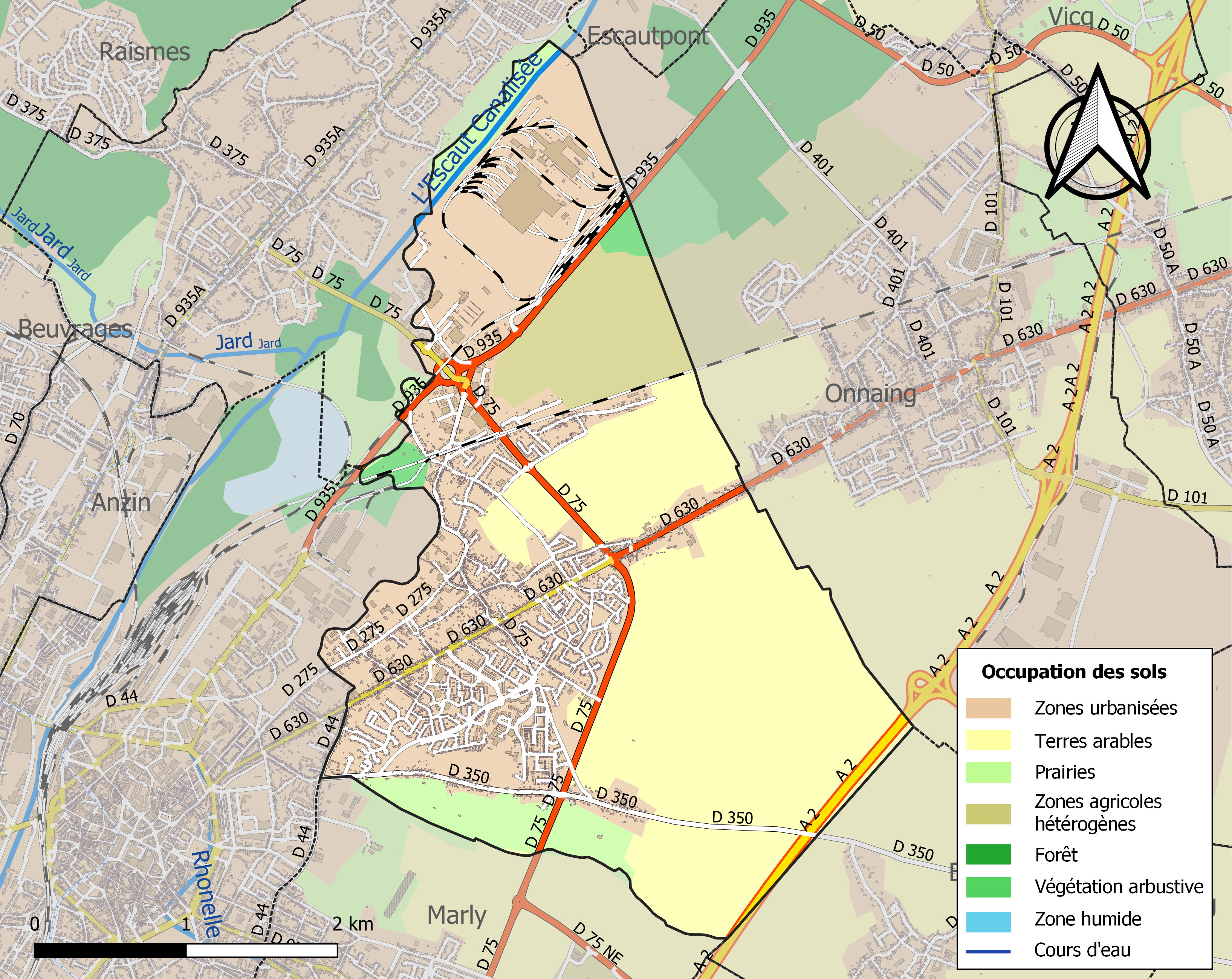
Carte des infrastructures et de l'occupation des sols de la commune en 2018 (CLC).

### Logement
Le logement s'est aussi fortement développé depuis les années 1970 avec des quartiers résidentiels de grand standing comme les Alouettes, le Bosquet ou encore le lotissement Flaubert. À l'inverse, le quartier prioritaire « La Pépinière-De Gaulle » présente un taux de pauvreté élevé et compte 1 500 habitants en 2020.

## Toponymie
La ville semble s'être d'abord appelée Brenna, si on en croit Jacques de Guyse dans son Histoire de Hainaut, écrite au XVe siècle.

« l'autre [lieu prit le nom] de Brena, qui tient de Brennus ce nom qu'il conserva jusqu'au temps de Charlemagne, mais qu'il a quitté depuis pour prendre celui du glorieux martyr Saint Saulve. »

La ville prit le nom de l'évêque Sauve d'Angoulême († c. 768) qui fut enseveli à Beuvrages.
Durant la Révolution, la commune porte le nom de Brenne-Libre, selon la pratique qui consiste à faire disparaitre les références catholiques ou monarchiques des noms propres, reprenant sans doute le nom ancien de la ville.
Ses habitants sont appelés les Saint-Saulviens.

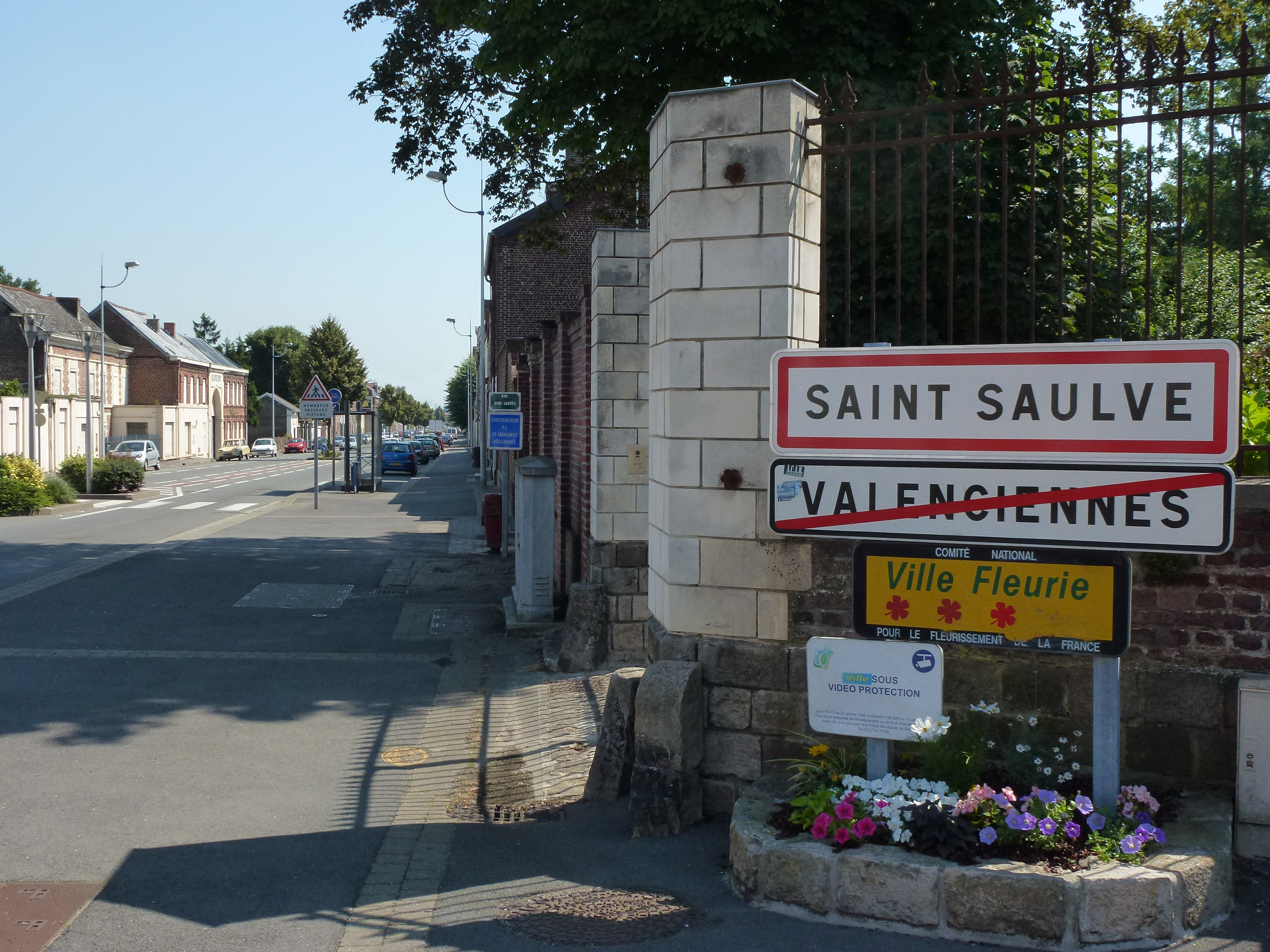
Entrée de Saint-Saulve.
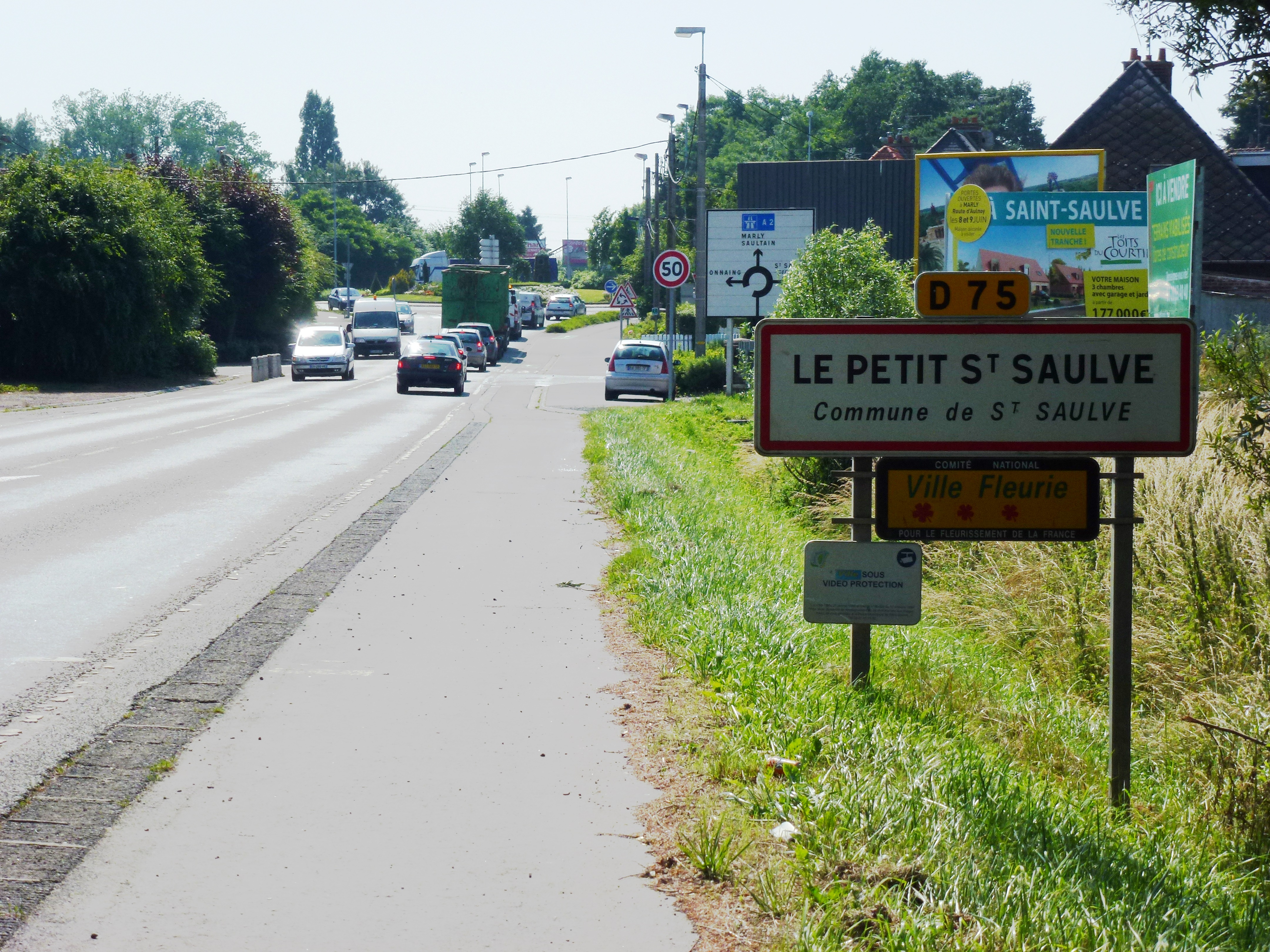
Entrée du Petit-Saint-Saulve.
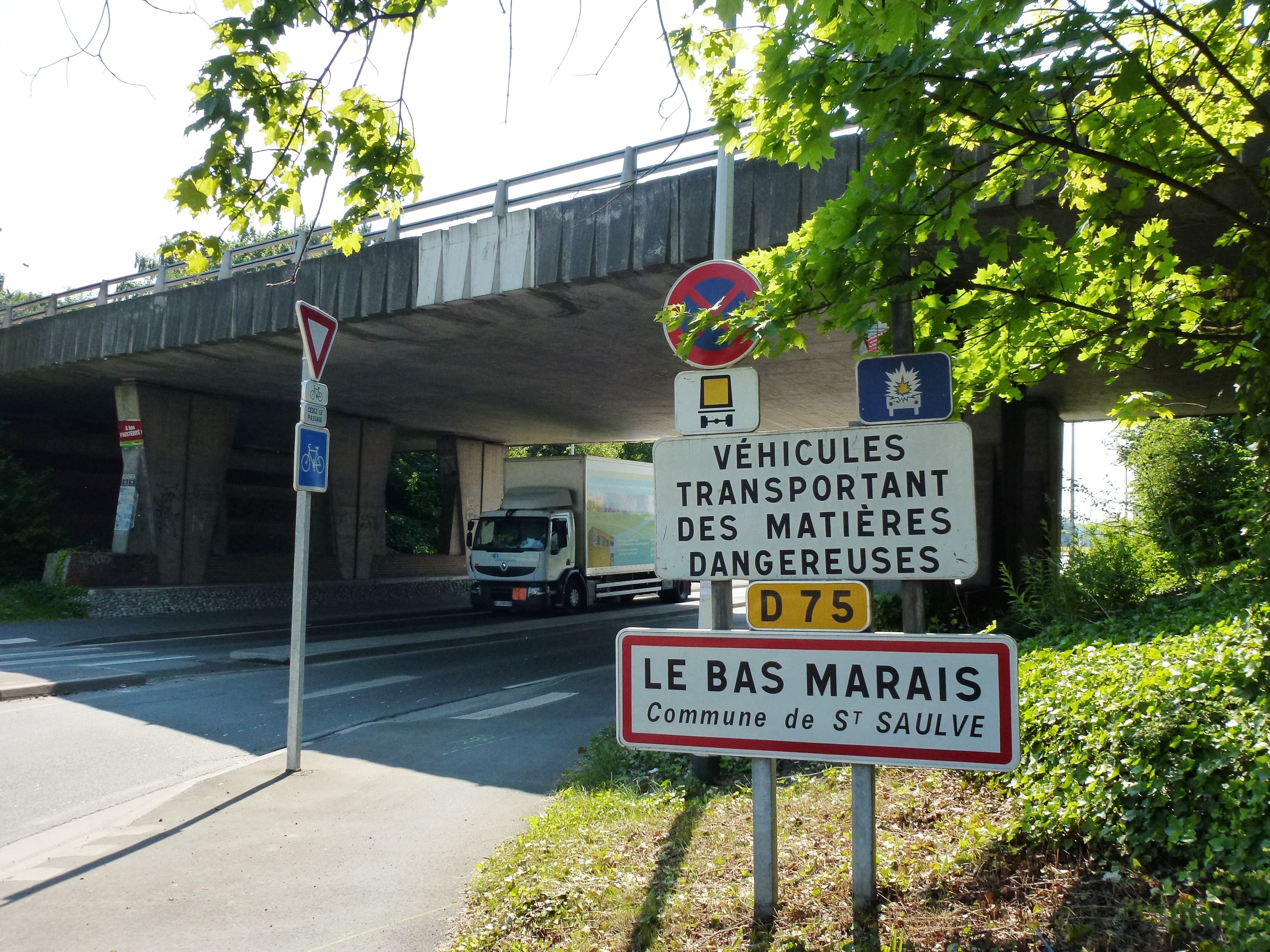
Entrée du Bas Marais.
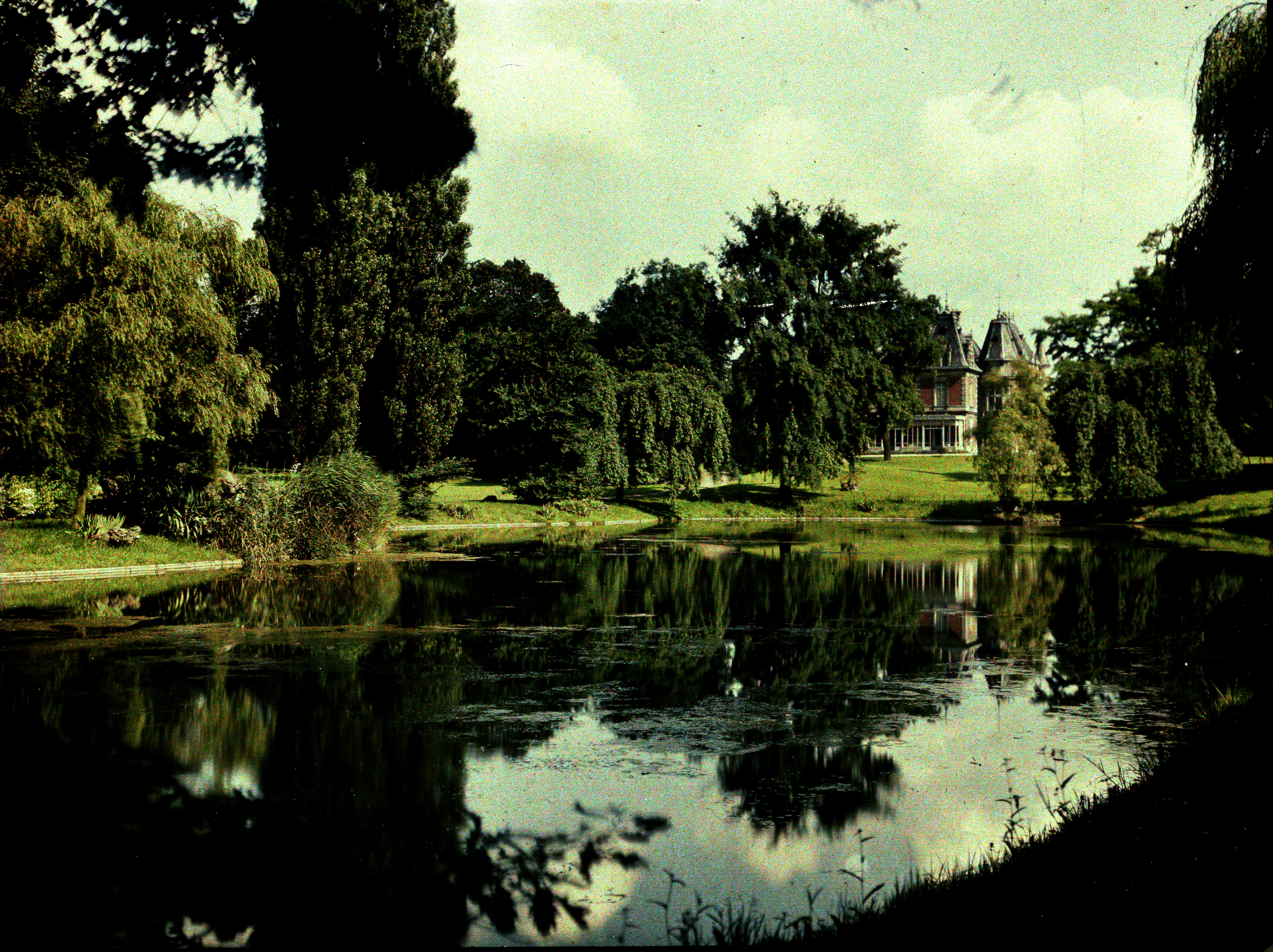
Le parc du château de La Rougerie en 1913

## Histoire
Au début du VIIIe siècle, un missionnaire du nom de Saulve est assassiné. Ses reliques sont conservées dans une église dédiée à Saint-Martin. Charlemagne y fonde une basilique en l'honneur de Sauve d'Angoulême. Un prieuré bénédictin, installé au Xe siècle, fut élevé au rang d'abbaye au XVIIe siècle. Des fouilles archéologiques menées successivement par MM. Michel Descamps, Vincent Maliet et Éric Compagnon, ont été effectuées sur ce site, à la faveur d'un projet de construction.
Au Moyen Age, cette localité appartient à la banlieue de Valenciennes, sur laquelle cette dernière a autorité directe.
Le couvent des Dames de Beaumont déclare posséder des biens dans le village en 1602.
Le 22 juin 1810, une concession pour l'exploitation des mines de houille de Saint-Saulve est attribuée par décret impérial à la Compagnie des mines d'Anzin,.

### Lois anticléricales sous laIIIeRépublique
L'inventaire des biens de l'église de Saint-Saulve en 1906, en application de la loi de séparation des Églises et de l'État de 1905, s'inscrit dans la Querelle des inventaires connue dans différentes régions de France. Le maire, M. Place, accompagné du sous-préfet, et du percepteur, intervient sous la protection de l'armée, deux compagnies d'infanterie, et de six gendarmes à cheval plus trois à pied. Les sommations d'ouvrir restent vaines, il faut enfoncer les portes, renforcées de l'intérieur par une cloison de planches et deux blindages. Dans le chœur de l'église, se trouvent le curé avec une centaine de paroissiens en prières autour de deux toiles peintes, portant l'inscription « Ci-gît la liberté de l'église tuée par les francs-maçons ». Le prêtre proteste, on passe outre mais on accepte à sa demande de faire sortir les gendarmes. La porte de la sacristie, elle aussi recouverte de l'inscription, doit également être enfoncée. Une heure plus tard, tout est terminé, les fidèles crient « Vive la liberté! » puis chantent dans l'église « Nous voulons Dieu ».

### Première et Seconde Guerres mondiales

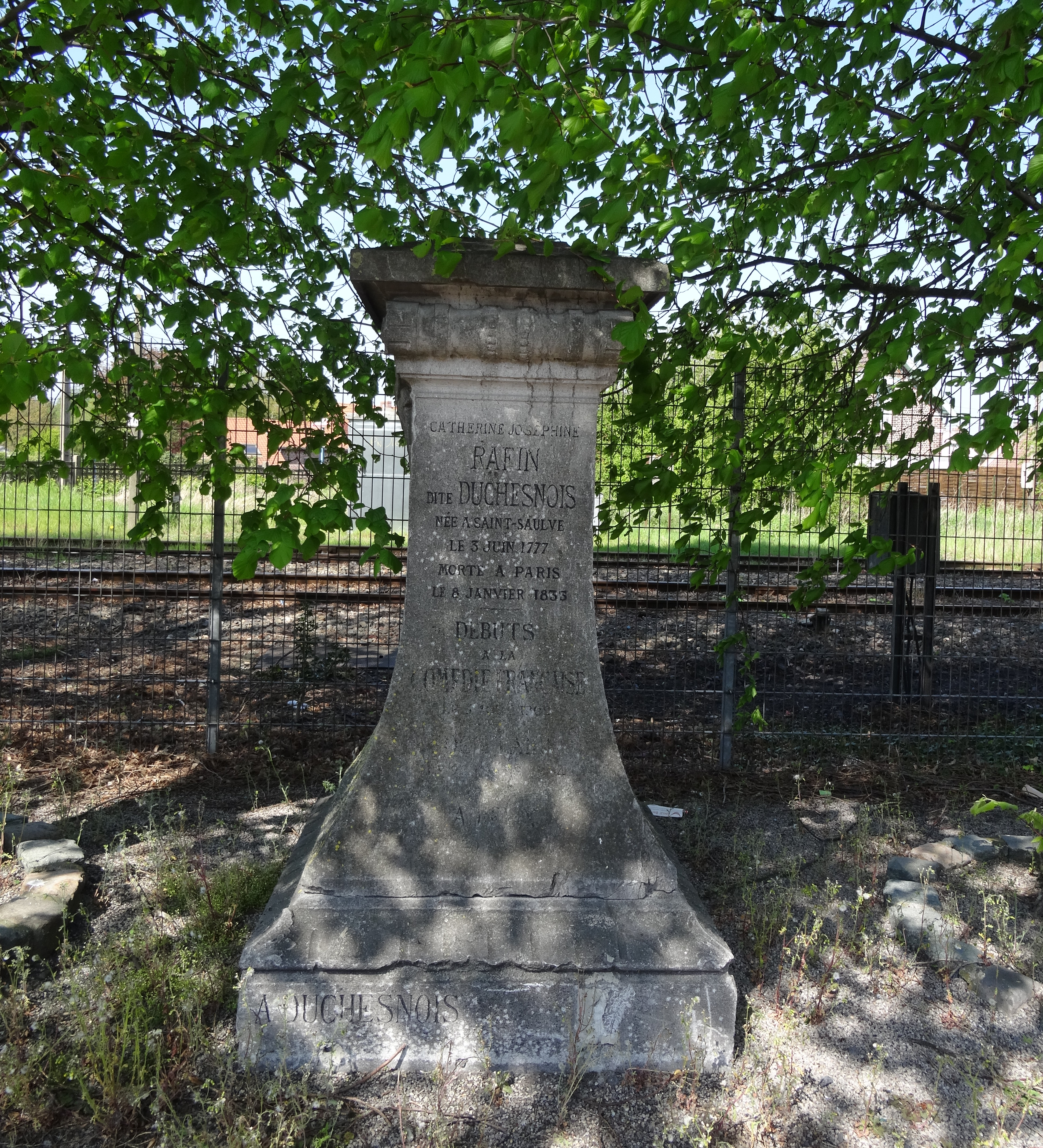
Le monument de l'actrice Catherine-Joséphine Duchesnois dépouillé de sa statue par les Allemands en 1914-1918.

Pendant la Première Guerre mondiale, Saint-Saulve connaît d'abord la mobilisation générale des hommes de 20 à 48 ans. L'armée allemande, traversant la Belgique, entre dans le Nord : Saint-Saulve est sous occupation allemande le 24 août, Valenciennes le lendemain. La région est coupée de la France : l'arrondissement de Valenciennes émet des bons d'emprunt garantis par les communes pour une valeur de 1,7 million de francs, dont 90 000 à la charge de Saint-Saulve, et imprime des coupures de 1, 5, 10 et 20 francs afin de pourvoir aux dépenses : salaire des fonctionnaires, secours aux familles, contributions exigées par l'occupant. Ces dépenses se montent à 268 000 francs en 1916, 280 000 en avril 1917, 710 000 en novembre 1917. Le séminaire est transformé en hôpital militaire en 1916, les écoles servent à la détention de prisonniers de guerre britanniques et russes, soumis au travail forcé et maltraités. Les objets en cuivre, nickel, étain et bronze sont confisqués, y compris la cloche de l'église et la statue de l'actrice Catherine-Joséphine Duchesnois. L'occupant réquisitionne aussi de la laine, des matelas, de la main-d'œuvre et s'approprie une part des produits maraîchers. Le maire, Victor Hornez, qui s'opposait à ces réquisitions, est interné en Allemagne à partir de 1916.
Pendant la retraite allemande de 1918, le front se rapproche de Saint-Saulve : en septembre 1918, elle reçoit 200 civils évacués de Douai. Le 2 novembre 1918, Saint-Saulve est libérée par le Corps expéditionnaire canadien. Le maire Victor Hornez, libéré après l'armistice, préside la première séance du conseil municipal le 24 novembre mais il faudra plusieurs mois pour que la commune retrouve une vie normale. Ses pertes pendant la guerre s'élèvent à 105 morts militaires et 28 civils.
Pendant la Seconde Guerre mondiale, 20 résistants sont fusillés à Saint-Saulve au lieu-dit Le Roleur le 1er septembre 1944.

Images de l'exploitation houillère à Saint-Saulve
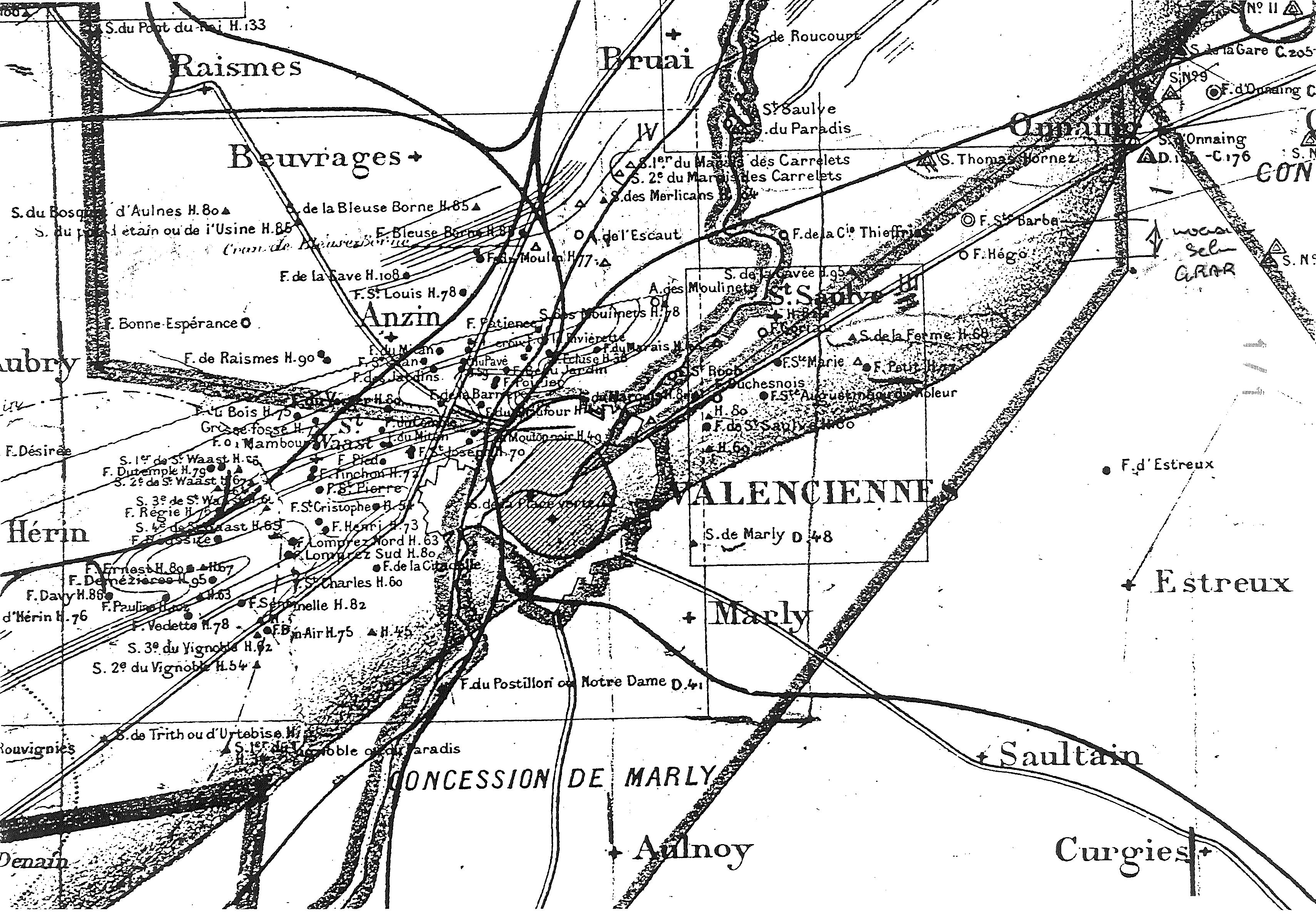
Saint-Saulve sur la carte des concessions des Compagnies des mines d'Anzin et de Marly, v. 1860-1880.
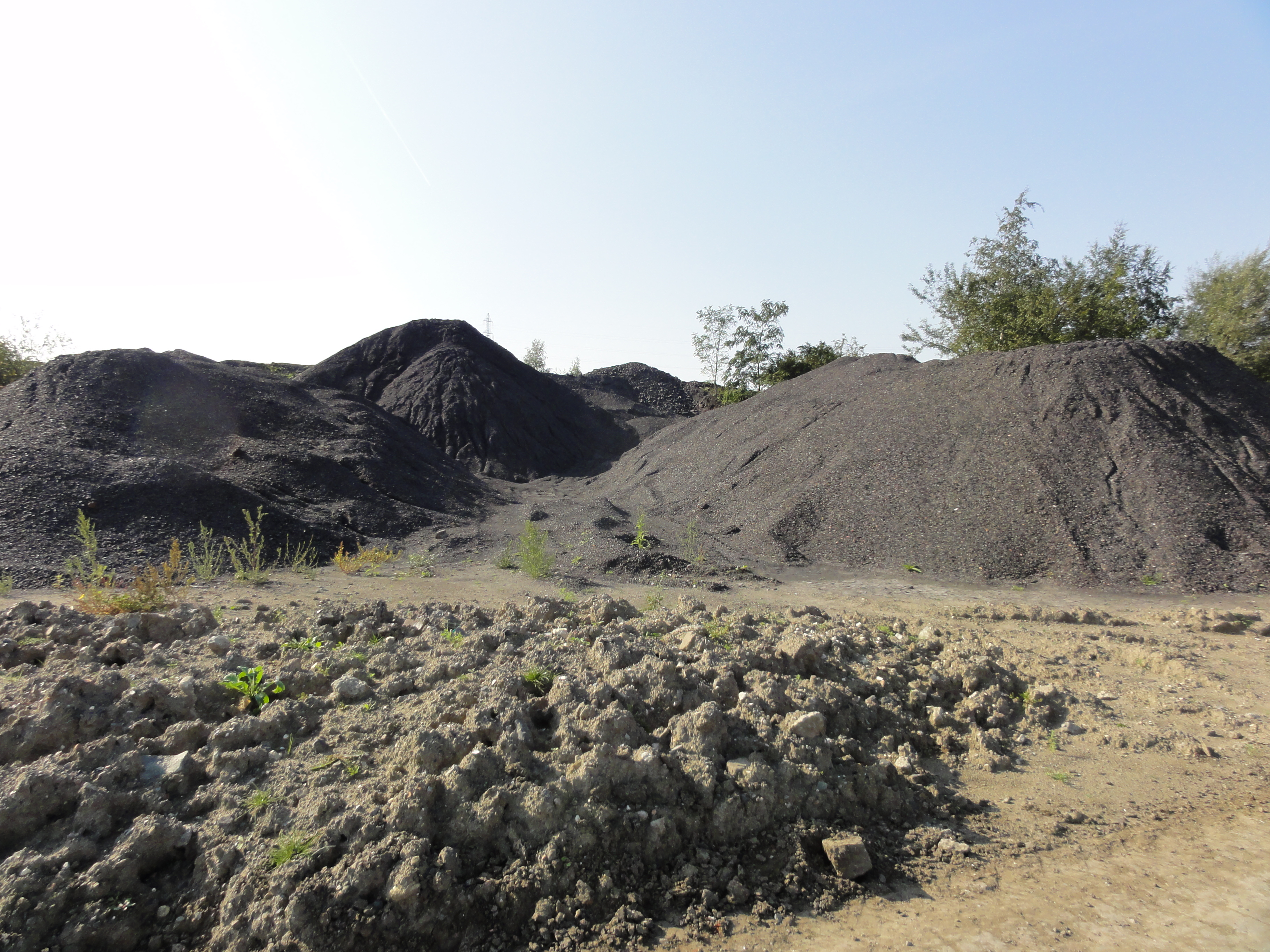
Le terril n° 179 de Thiers, à Saint-Saulve.
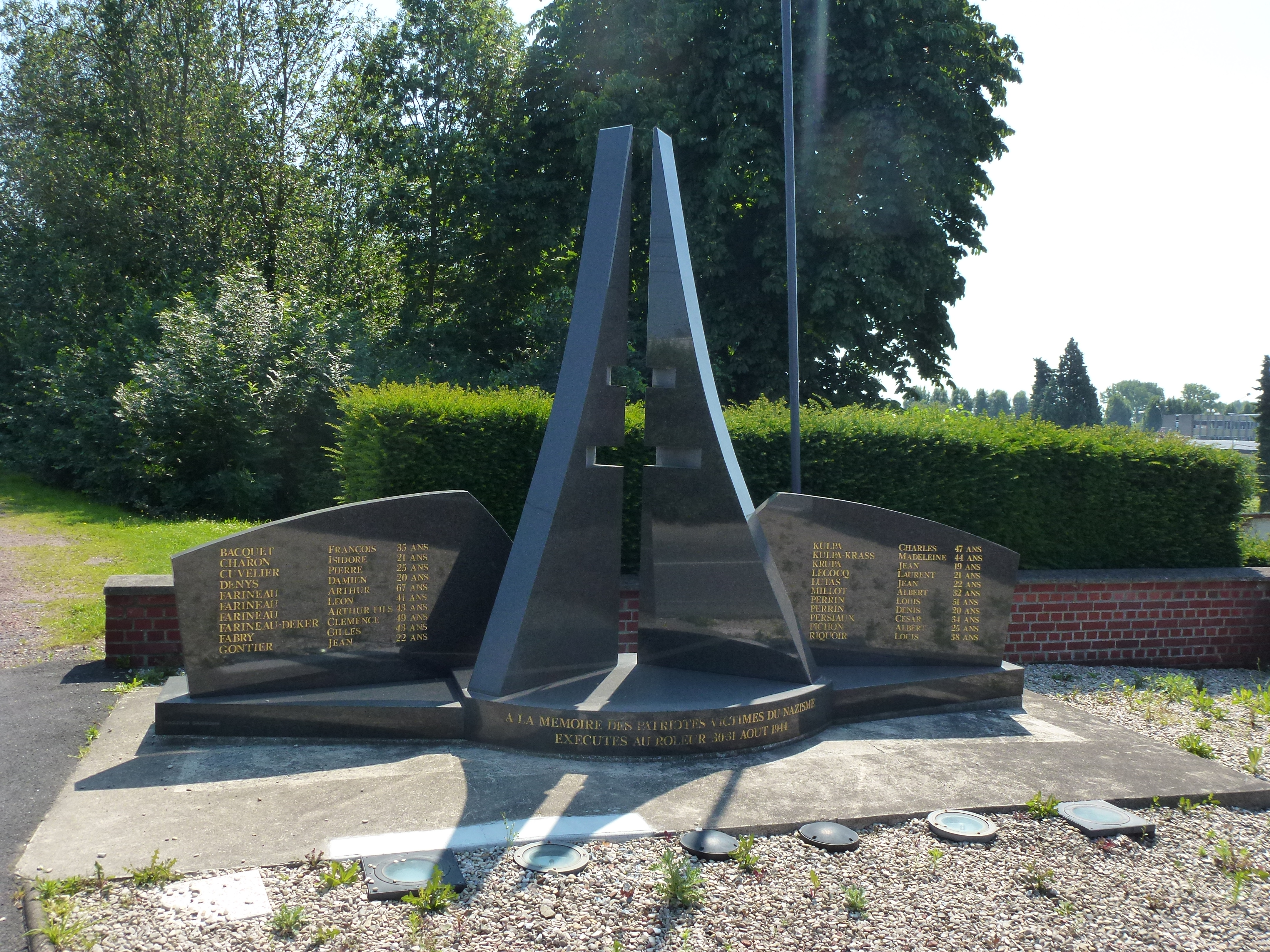
Le Roleur, monument aux patriotes fusillés sur le carreau de la mine les 30-31 août 1944.
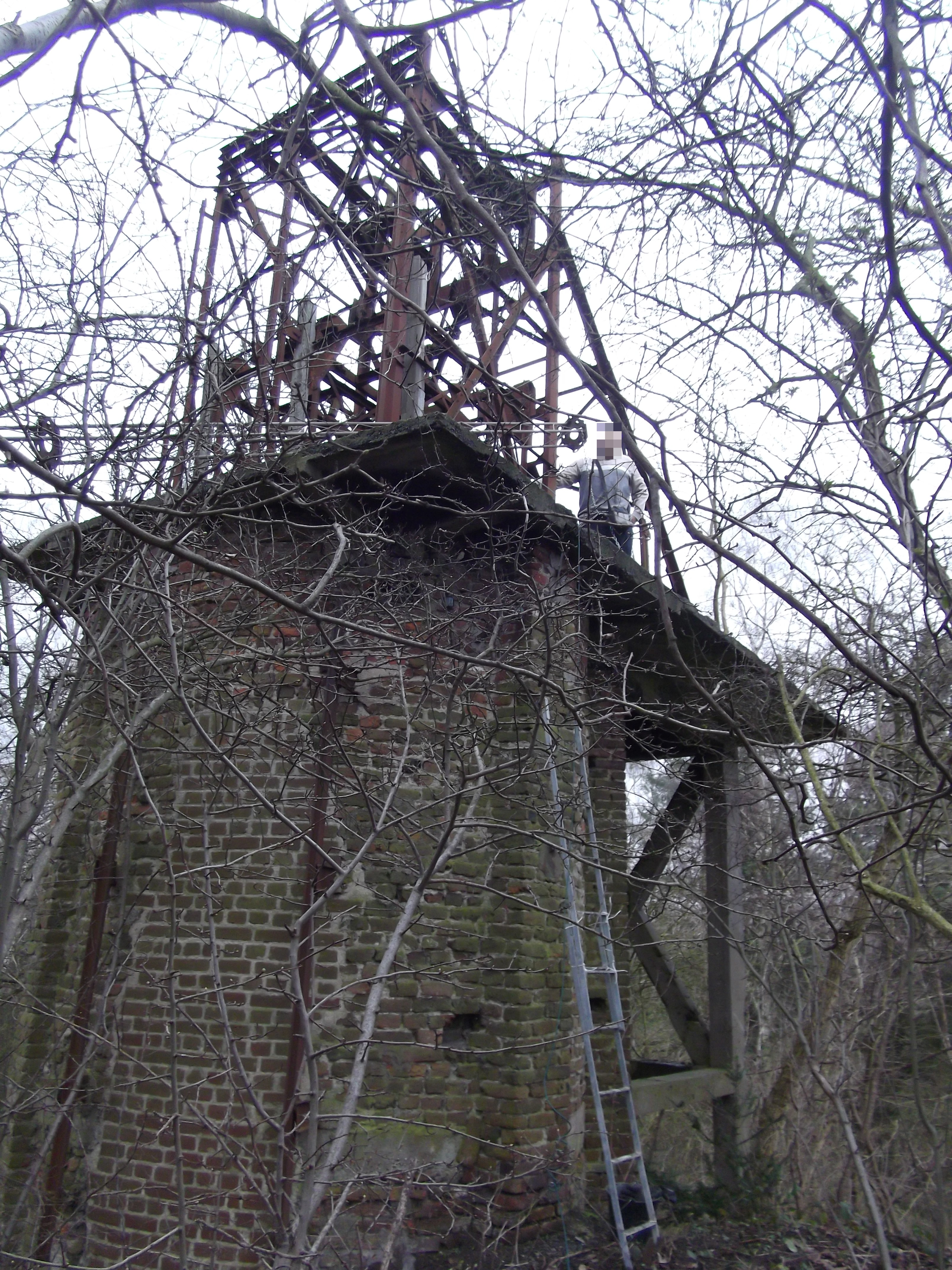
Le chevalement du puits Pouille en 2011.

## Politique et administration

### Rattachements administratifs et électoraux
Rattachements administratifs
La commune se trouve depuis 1824 dans l'arrondissement de Valenciennes du département du  Nord.
Elle faisait partie de 1801 à 1982 du canton de Valenciennes-Nord, année où elle intègre le canton d'Anzin. Dans le cadre du redécoupage cantonal de 2014 en France, cette circonscription administrative territoriale a disparu, et le canton n'est plus qu'une circonscription électorale.
La commune relève, dans l'ordre judiciaire, du tribunal judiciaire de Valenciennes, de la cour d'appel de Douai, du tribunal pour enfants de Valenciennes, du conseil de prud'hommes de Valenciennes, du tribunal de commerce de Valenciennes, et, dans l'ordre administratif, du tribunal administratif de Lille et de la cour administrative d'appel de Douai.
Rattachements électoraux
Pour les élections départementales, la commune fait partie depuis 2014 du canton de Valenciennes
Pour l'élection des députés, elle fait partie de la vingtième circonscription du Nord.

### Intercommunalité
La ville fait partie de la communauté d'agglomération Valenciennes Métropole, créée en 2000 par la fusion de la communauté de communes de la vallée de l'Escaut, de la communauté de communes du Pays de Condé et du syndicat intercommunal à vocation multiple (SIVOM) de Trith-Saint-Léger et environs.

### Tendances politiques et résultats
À la suite des élections municipales de 2014, trente sièges sont pourvus par la liste de la majorité municipale (« Ensemble continuons à dynamiser notre ville »), les deux groupes d'opposition sont : « Saint-Saulve Ambition » (2 sièges) conduit par Jean-Marc Hochart (PS), et « Liste citoyenne pour le renouveau de Saint-Saulve » (1 siège) conduit par Jean-Claude Quillet-Vilette (PCF).
Lors du premier tour des élections municipales de 2020 dans le Nord, la liste menée par Yves Dusart (LR) — ancien maire adjoint de Cécile Gallez, qui ne se représentait pas — obtient la majorité absolue des suffrages exprimés, avec 1 900 voix (73,70 %, 29 conseillers municipaux élus dont 5 communautaires), devançant largement celles menées par, : 
- Isabelle Dussart  (DVG, 501 voix, 19,43 %, 3 conseillers municipaux élus) ;
- Martial Esmans (LO, 177 voix, 6,86 %, pas d'élus).
L'abstention s'est élevée à 67,95 %, lors d'un scrutin marqué par la pandémie de Covid-19.

### Administration municipale
La commune comptant entre 10 000 et 20 000 habitants au dernier recensement, le nombre de conseillers municipaux est de 33.

### Liste des maires

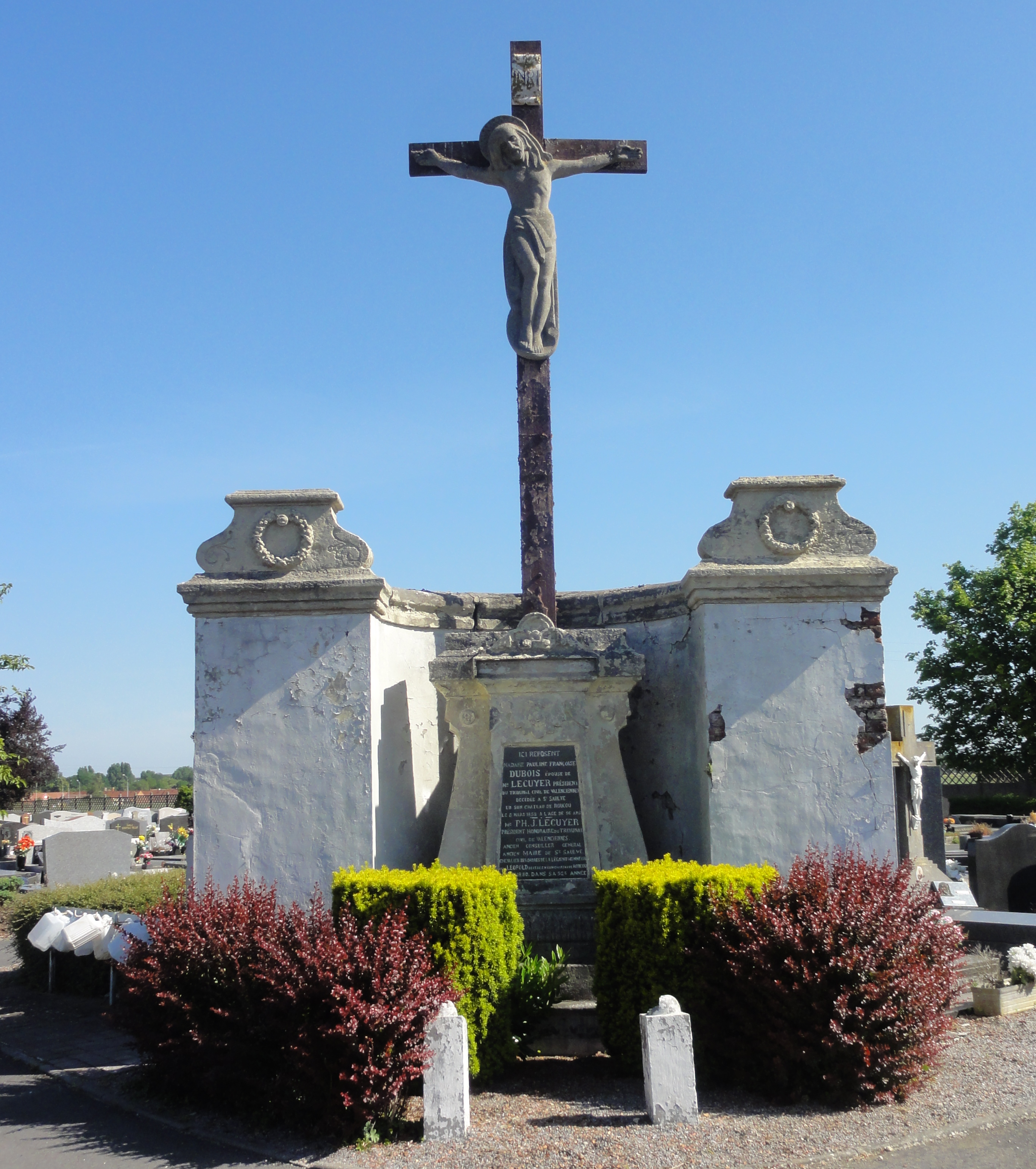
Tombe de Philippe Joseph Lécuyer.
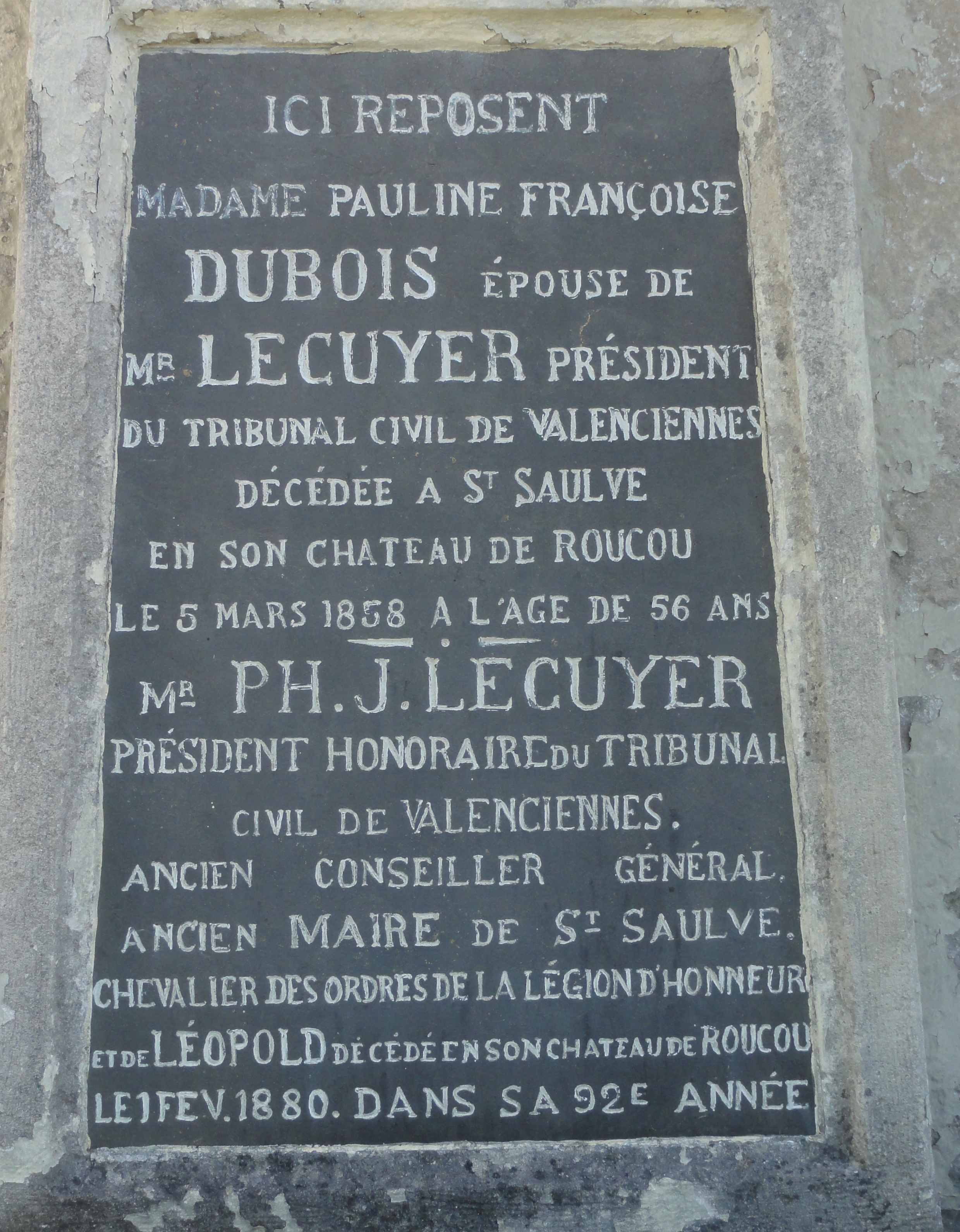
Tombe de Philippe Joseph Lécuyer.
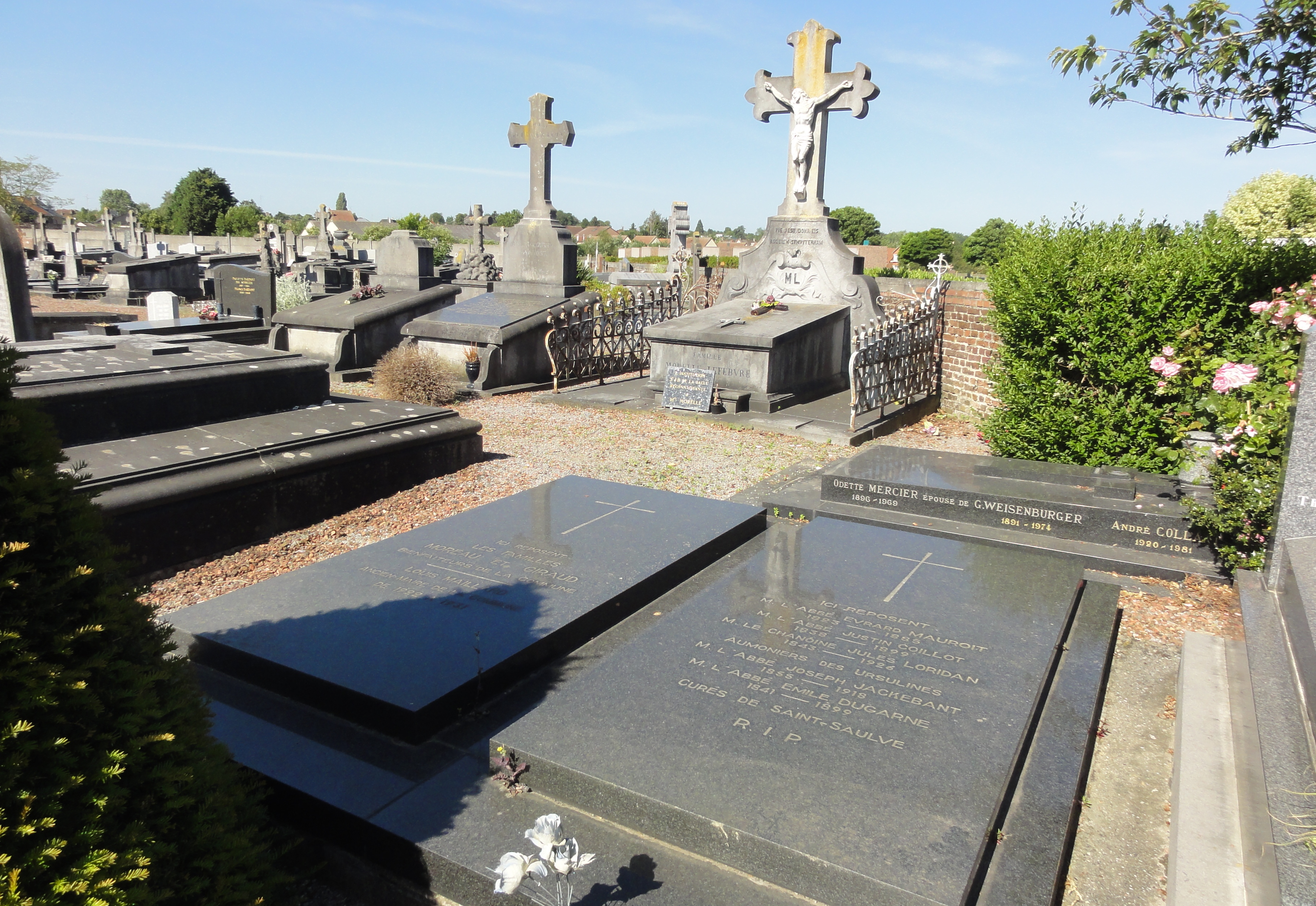
Tombe de Louis Maillard.

### Distinctions et labels
Ville aux mille et une couleurs grâce à ses nombreux parterres de fleurs, Saint-Saulve participe au concours des villes fleuries depuis sa création en 1959.
En 1960, la ville obtint le 1er prix d'arrondissement et le 2e prix départemental.
La commune a été consacrée 4 fois ville fleurie[réf. nécessaire].
Depuis 2024, Saint-Saulve a obtenu le label "Ami des Aînés" ARGENT, une distinction qui permet de mettre en lumière les bonnes initiatives et les actions innovantes à l'égard des aînés, de soutenir le vieillissement actif et en bonne santé grâce à l'amélioration de l'environnement social et bâti du territoire.

## Population et société

### Démographie

#### Évolution démographique
L'évolution du nombre d'habitants est connue à travers les recensements de la population effectués dans la commune depuis 1800. Pour les communes de plus de 10 000 habitants les recensements ont lieu chaque année à la suite d'une enquête par sondage auprès d'un échantillon d'adresses représentant 8 % de leurs logements, contrairement aux autres communes qui ont un recensement réel tous les cinq ans,.

En 2022, la commune comptait 11 121 habitants, en évolution de −0,36 % par rapport à 2016 (Nord : +0,51 %, France hors Mayotte : +2,11 %).
| 1800 | 1806 | 1821  | 1831  | 1836  | 1841  | 1846  | 1851  | 1856  |
| ---- | ---- | ----- | ----- | ----- | ----- | ----- | ----- | ----- |
| 830  | 987  | 1 076 | 1 147 | 1 355 | 1 602 | 1 674 | 1 936 | 2 048 |

| 1861  | 1866  | 1872  | 1876  | 1881  | 1886  | 1891  | 1896  | 1901  |
| ----- | ----- | ----- | ----- | ----- | ----- | ----- | ----- | ----- |
| 2 031 | 2 041 | 2 261 | 2 460 | 2 468 | 2 564 | 2 751 | 3 126 | 3 279 |

| 1906  | 1911  | 1921  | 1926  | 1931  | 1936  | 1946  | 1954  | 1962  |
| ----- | ----- | ----- | ----- | ----- | ----- | ----- | ----- | ----- |
| 3 345 | 3 654 | 3 471 | 3 737 | 3 827 | 4 066 | 4 116 | 4 542 | 5 602 |

| 1968  | 1975  | 1982   | 1990   | 1999   | 2006   | 2011   | 2016   | 2021   |
| ----- | ----- | ------ | ------ | ------ | ------ | ------ | ------ | ------ |
| 7 007 | 8 766 | 10 717 | 11 122 | 11 033 | 10 694 | 11 202 | 11 161 | 11 117 |

| 2022   | - | - | - | - | - | - | - | - |
| ------ | - | - | - | - | - | - | - | - |
| 11 121 | - | - | - | - | - | - | - | - |

#### Pyramide des âges
La population de la commune est relativement jeune.
En 2018, le taux de personnes d'un âge inférieur à 30 ans s'élève à 34,4 %, soit en dessous de la moyenne départementale (39,5 %). À l'inverse, le taux de personnes d'âge supérieur à 60 ans est de 26,9 % la même année, alors qu'il est de 22,5 % au niveau départemental.
En 2018, la commune comptait 5 299 hommes pour 6 054 femmes, soit un taux de 53,33 % de femmes, légèrement supérieur au taux départemental (51,77 %).
Les pyramides des âges de la commune et du département s'établissent comme suit.
| Hommes | Classe d’âge | Femmes |
| ------ | ------------ | ------ |
| 0,6    | 90 ou +      | 1,9    |
| 5,0    | 75-89 ans    | 9,9    |
| 17,2   | 60-74 ans    | 18,7   |
| 20,8   | 45-59 ans    | 20,0   |
| 18,7   | 30-44 ans    | 17,9   |
| 17,3   | 15-29 ans    | 14,7   |
| 20,4   | 0-14 ans     | 16,9   |

| Hommes | Classe d’âge | Femmes |
| ------ | ------------ | ------ |
| 0,5    | 90 ou +      | 1,4    |
| 5,3    | 75-89 ans    | 8,1    |
| 14,8   | 60-74 ans    | 16,2   |
| 19,1   | 45-59 ans    | 18,4   |
| 19,5   | 30-44 ans    | 18,7   |
| 20,7   | 15-29 ans    | 19,1   |
| 20,2   | 0-14 ans     | 18     |

### Manifestations culturelles et festivités
Depuis 1993 a lieu en mars le festival de musique À travers chants, consacré à la chanson française,.

### Enseignement
La commune compte cinq écoles dont la plus ancienne est l'école du centre construite dans les années 1890. On y trouve également l'école du Rôleur, à la fois école maternelle et école primaire. Il y a ensuite l'école maternelle du Moulin-Rouge et l'école des Beaux-Monts. Il y a également l'école Saint-Joseph.
Les établissements d'enseignement secondaire sont le collège Lavoisier où sont scolarisés 350 élèves, le collège Notre-Dame qui compte un peu plus de 800 élèves.

## Économie

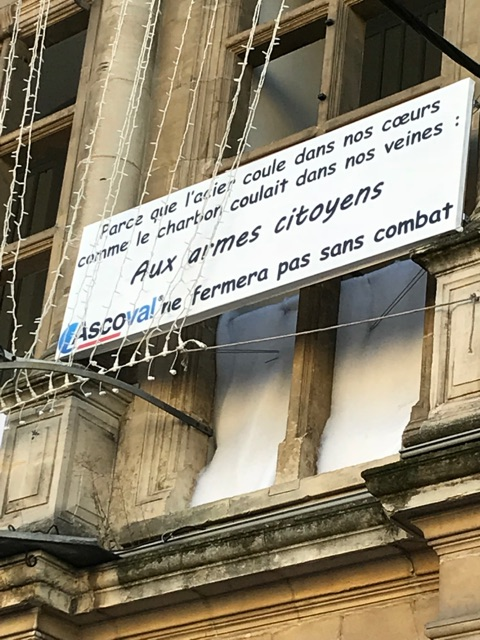
Panneau d'appel à la mobilisation populaire apposé sur la façade de l'hôtel de ville de Valenciennes pour le maintien de l'entreprise Ascoval.

Autrefois grand centre minier, Saint-Saulve a su se reconvertir et profiter de l'implantation de grandes industries telles que Toyota ou de sièges de sociétés comme Revival (groupe Derichebourg) récupération de déchets industriels et Transvilles (Compagnie des transports du Valenciennois et du Hainaut).
En 2016, l'entreprise française Vallourec cède 60 % de son aciérie, construite en 1975, au groupe Asco Industries (Ascometal), le laminoir de la tuberie voisine ayant été fermé. L'entité nouvelle prend le nom d'Ascoval. Janvier 2018, elle est placée en règlement judiciaire. En février 2018, Asco Industries est mis en liquidation de biens. En mai 2018, Asco Industries est repris par l'Américain Spirit AeroSystems[réf. nécessaire] mais sans investir dans l'unité de Saint-Saulve. En septembre 2018, le repreneur le plus probable d'Ascoval est le groupe Altifort, groupe industriel présent en Belgique, en France et en Ukraine, spécialisé dans les fluides et l'industrie mécanique.
La polyclinique du Parc emploie près de 400 personnes.

## Culture locale et patrimoine

### Lieux et monuments

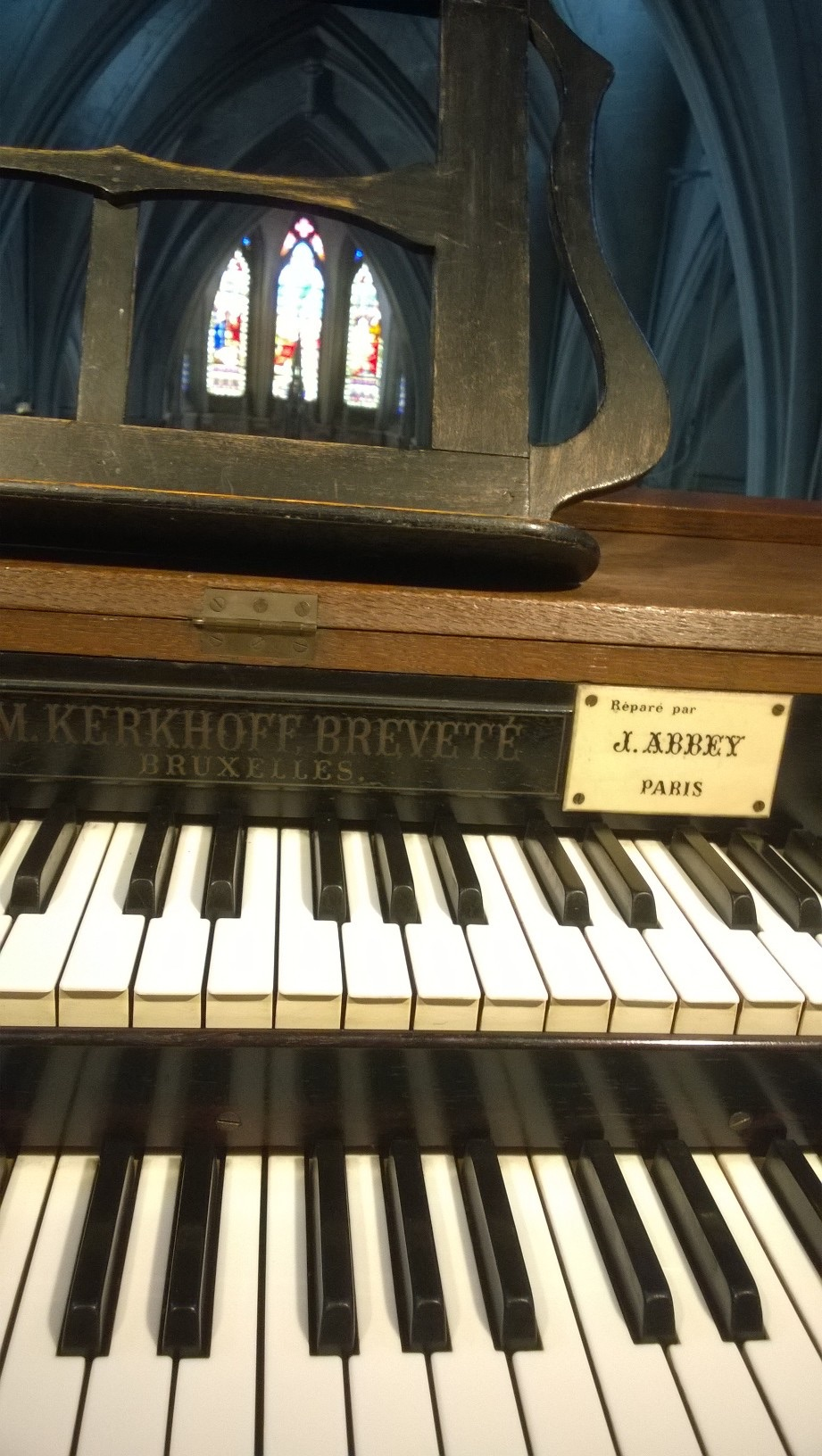
Orgue de Saint-Martin.

- Le château Dubois-Fournier, construit à la fin du XVIIIe siècle appartenait à Henri Dubois, une personnalité importante de la renaissance économique et religieuse après la Révolution[51].
- Le portail du couvent des Ursulines se situe à l'emplacement du collège des chanoines fondé par Charles Martel, qui sera rattaché ensuite à Cluny en 1103. L'établissement supprimé en 1790 laisse place au couvent des Ursulines durant le XIXe siècle. Les religieuses en sont chassées en 1906. La majeure partie des bâtiments sont détruits lors d'un incendie en 1973. Il n'en reste que le portail[51].

- Les orgues de l'église Saint-Martin : construites en même temps que l'église[52] et inaugurées le jour de sa consécration, le 16 juillet 1865, les orgues de Saint-Saulve, bien que non classées, peuvent être qualifiées d'historiques[réf. nécessaire]. Elles ont été construites par la manufacture Merklin-Schütze de Bruxelles. Le clavier montre qu'il s'agit d'un orgue construit par Emile Kerkhoff de Bruxelles.
- Le Carmel de Saint-Saulve, également dit Carmel de Valenciennes, a été construit en 1966, et conçu par l'artiste Pierre Szekely ainsi que l'architecte valenciennois Claude Guislain ; il est inscrit Monument historique en 2002[53],[54],[55].
- L'ancienne abbaye Saulve de Valenciennes.
- L'Église Saint-Martin remplace l'église paroissiale en 1865, devenue trop vétuste. Elle est de style néo-gothique[51].
- Un retable et buste de Saint Saulve datant du XVIIe siècle se trouvent au sein de l'Église Saint-Saulve[51].

### Équipements culturels

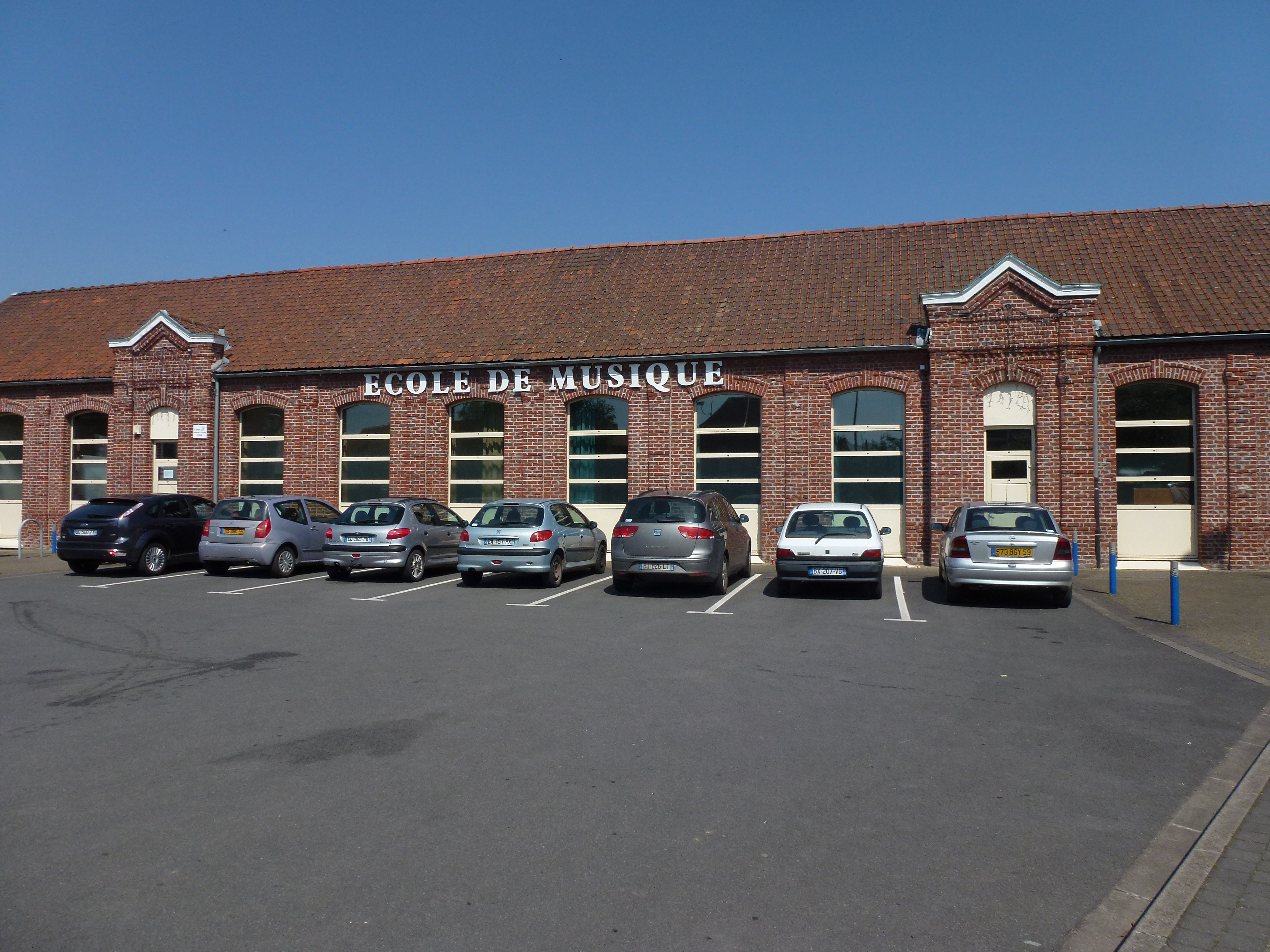
L'école de musique.

La commune abrite une école de musique.
La Maison des Jeunes et de la Culture de Saint-Saulve propose une programmation culturelle, en délégation municipale, au sein de l'Espace Athéna. Cette salle modulable de 280 places assises programme de nombreux spectacles, et en particulier le festival de chanson française depuis 1993 ainsi que des concerts blues et des spectacles jeune public. Elle accueille aussi des activités pour adultes et enfants tout au long de l'année.

#### Sport
La commune abrite un stade
Elle abrite aussi une piscine et plusieurs salles de sport

### Personnalités liées à la commune
- Catherine Joséphine Duchesnois (1777-1835), tragédienne, née à Saint-Saulve.
- Grégoire-Nicolas Finez (1884-1975), artiste peintre, né à Saint-Saulve, rue Pasteur où une plaque est apposée sur sa maison natale.
- Auguste Moreau-Deschanvres (1838-1913), peintre né dans la commune et qui y travailla jusqu'à sa mort.
- Jules Covin (1895-1918), as de l'aviation française de la Première Guerre mondiale, née dans la commune.
- Annabelle Hettmann ([Quand ?]), actrice, née à Saint-Saulve.
- Rachel Legrain-Trapani (1988-), Miss France 2007, née à Saint-Saulve.
- Laurent Leroy (1976-), joueur de football, né à Saint-Saulve.
- Mélissa Nkonda (1990-), chanteuse, née à Saint-Saulve.
- Jo Prestia (1960-), boxeur.
- Marion Rousse (1991-), championne de France de cyclisme en 2012, née à Saint-Saulve.
- Claude Wartelle (1945-), né à Saint-Saulve, ingénieur, a participé aux premiers essais de cœur artificiel qui ont eu lieu les 19 et 27 juin 1989 à l'Hôpital Broussais sur des veaux. 
Les deux premiers sont des échecs car les veaux ne survivent pas à l'opération mais le deuxième permet de connaître la cause de ces échecs et le 15 mai 1991 le cœur bat in vivo. Le professeur Alain Carpentier était accompagné de Claude Wartelle, ingénieur, qui avait proposé que le cœur soit équipé d'un piston à actionnement hydraulique[57].
- Hélène Mannarino (1990-), ayant grandi à Saint Saulve, présentatrice du quizz QI et de l'émission "c'est Canteloup".

### Héraldique
| Blason de Saint-Saulve | Blason  | Parti, au premier d'or à une demi-aigle de sable mouvante du parti, au second d'azur semé de fleurs de lys d'or. |
| Blason de Saint-Saulve | Détails | Le statut officiel du blason reste à déterminer.                                                                 |

## Pour approfondir